# Ian Ogilvy
Ian Raymond Ogilvy, född 30 september 1943 i Woking, Surrey, är en brittisk skådespelare och manusförfattare. 
Ogilvy är mest känd för sin roll i TV-serien Helgonet återvänder.

## Filmografi i urval
- 1967 – För ung att dö
- 1967 – Främling i huset
- 1967 – Den dag fisken flöt upp...
- 1968 – Den blodiga snaran
- 1968 – The Avengers (TV-serie)
- 1970 – Waterloo
- 1970 – Svindlande höjder
- 1972 – Herrskap och tjänstefolk (TV-serie)
- 1973 – Inget sex - vi är ju engelsmän!
- 1976 – Pythons prilliga parodier (TV-serie)
- 1976 – Jag, Claudius (TV-serie)
- 1978–1979 – Helgonet återvänder (TV-serie)
- 1985 – Anna Karenina (TV-film)
- 1990–1994 – Mord och inga visor (TV-serie)
- 1992 – Döden klär henne
- 1996 – Malibu Shores (TV-serie)
- 1998 – Babylon 5 (TV-serie)
- 1999 – Diagnos mord (TV-serie)
- 2000 – Dharma & Greg (TV-serie)
- 2009 – Min stora feta grekiska semester
- 2010 – Agatha Christies Marple (TV-serie)